# 深圳市少年宫
深圳市少年宫，又名深圳市少儿科技馆，位于深圳福田區福中一路2002号，莲花山公园对面，深圳市中心区中轴线东北区域，是市中心区四大重点文化工程之一（其余为深圳书城中心城、深圳音乐厅、深圳图书馆新馆），也是深圳市全市少年儿童共同享有的一个校外教育基地。占地面积2.64万平方米，建筑面积约5.3万平方米，总投资5.38亿元，于2004年6月1日正式落成。

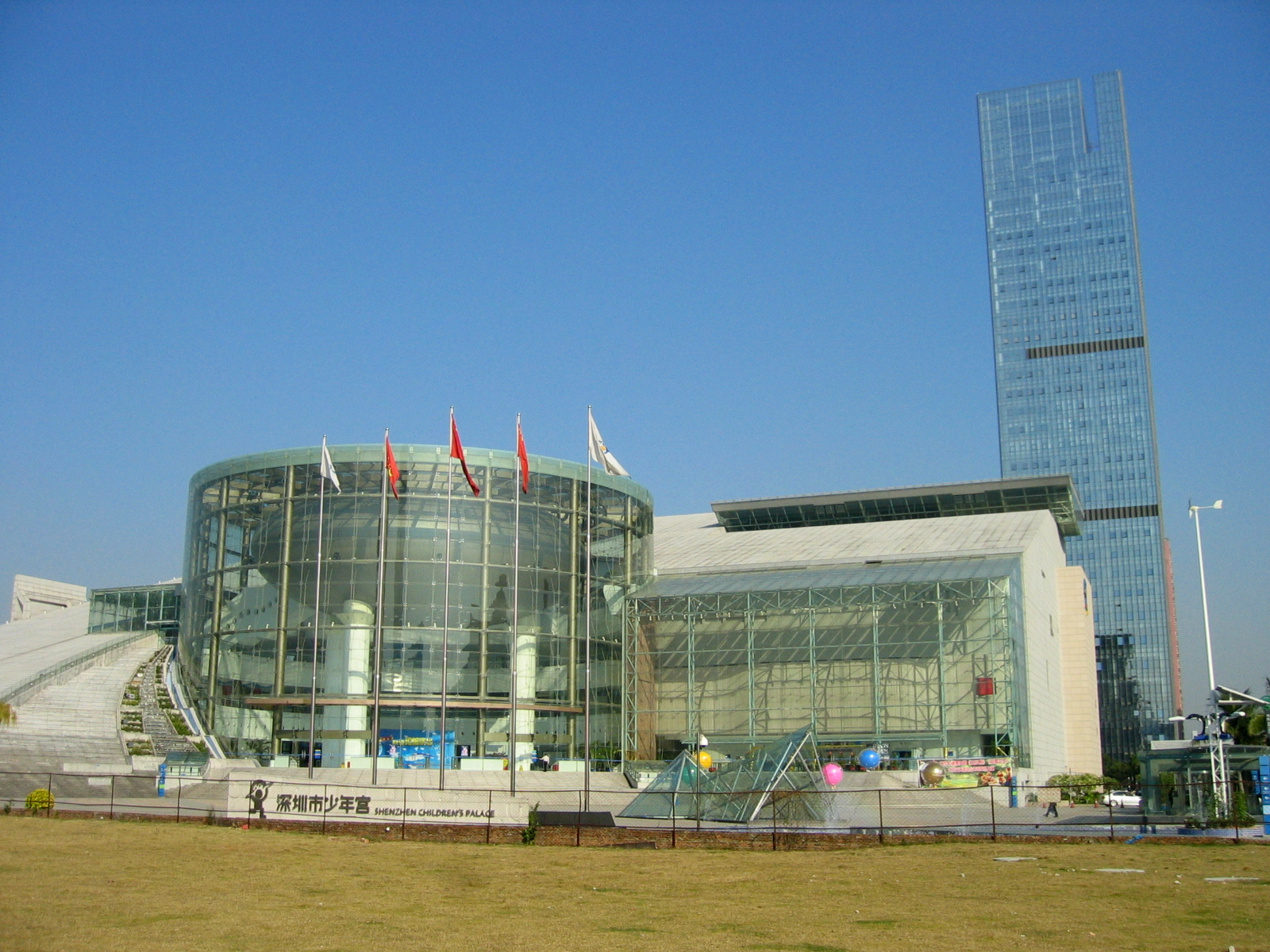
深圳市少年宮

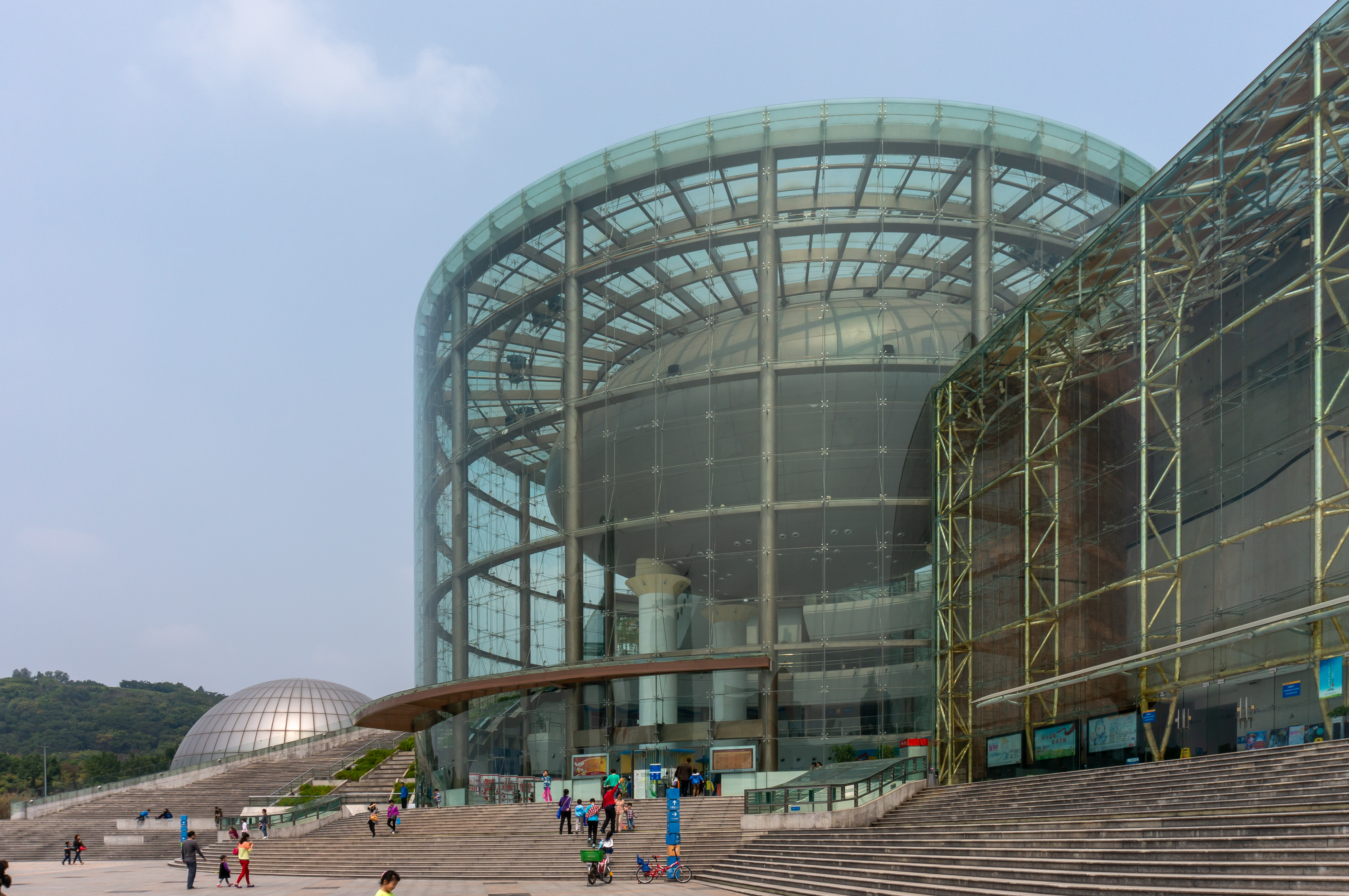
深圳市少年宫

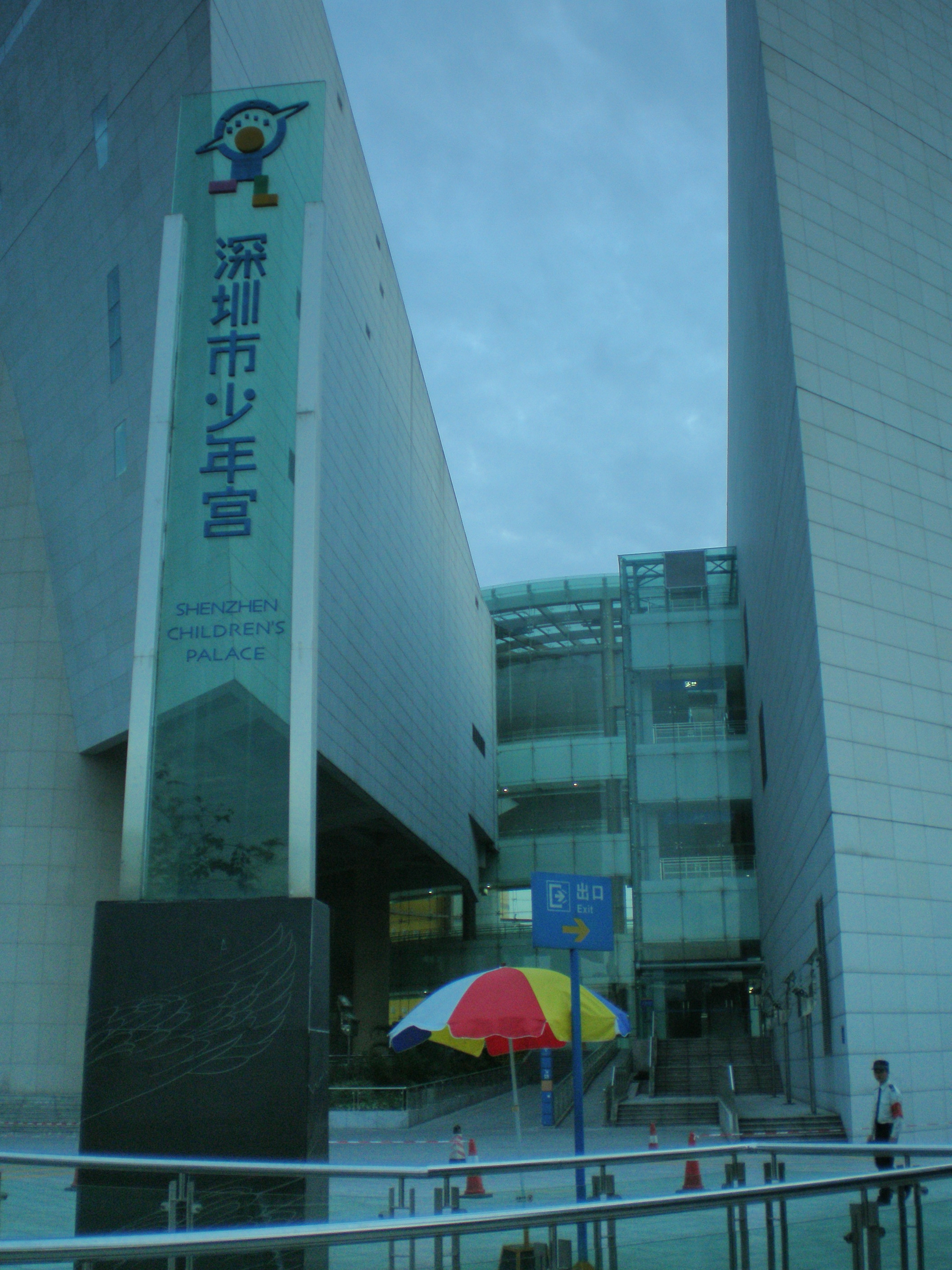
深圳市少年宮招牌

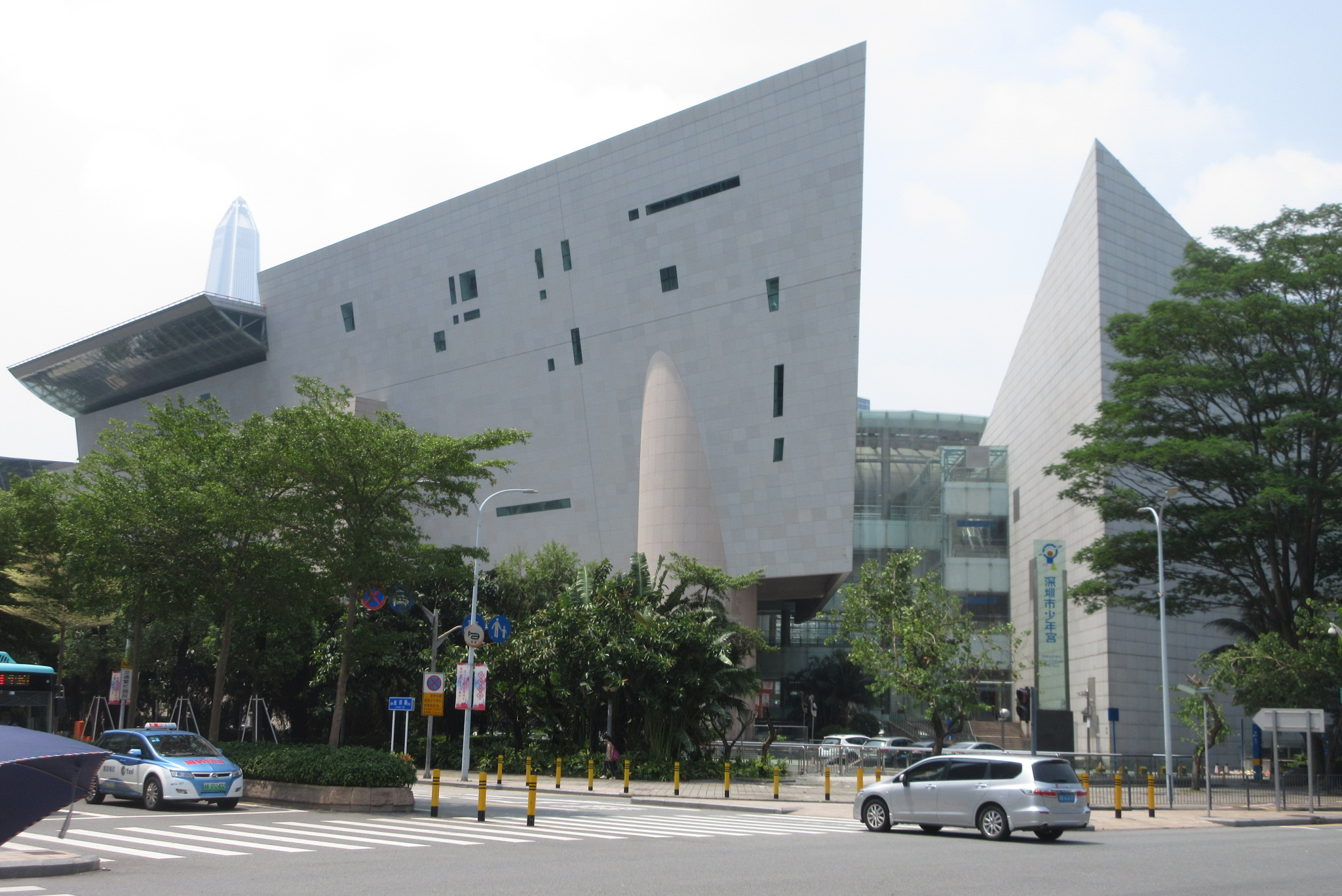
深圳少年宫后门，位于红荔路与金田路交界

## 设施

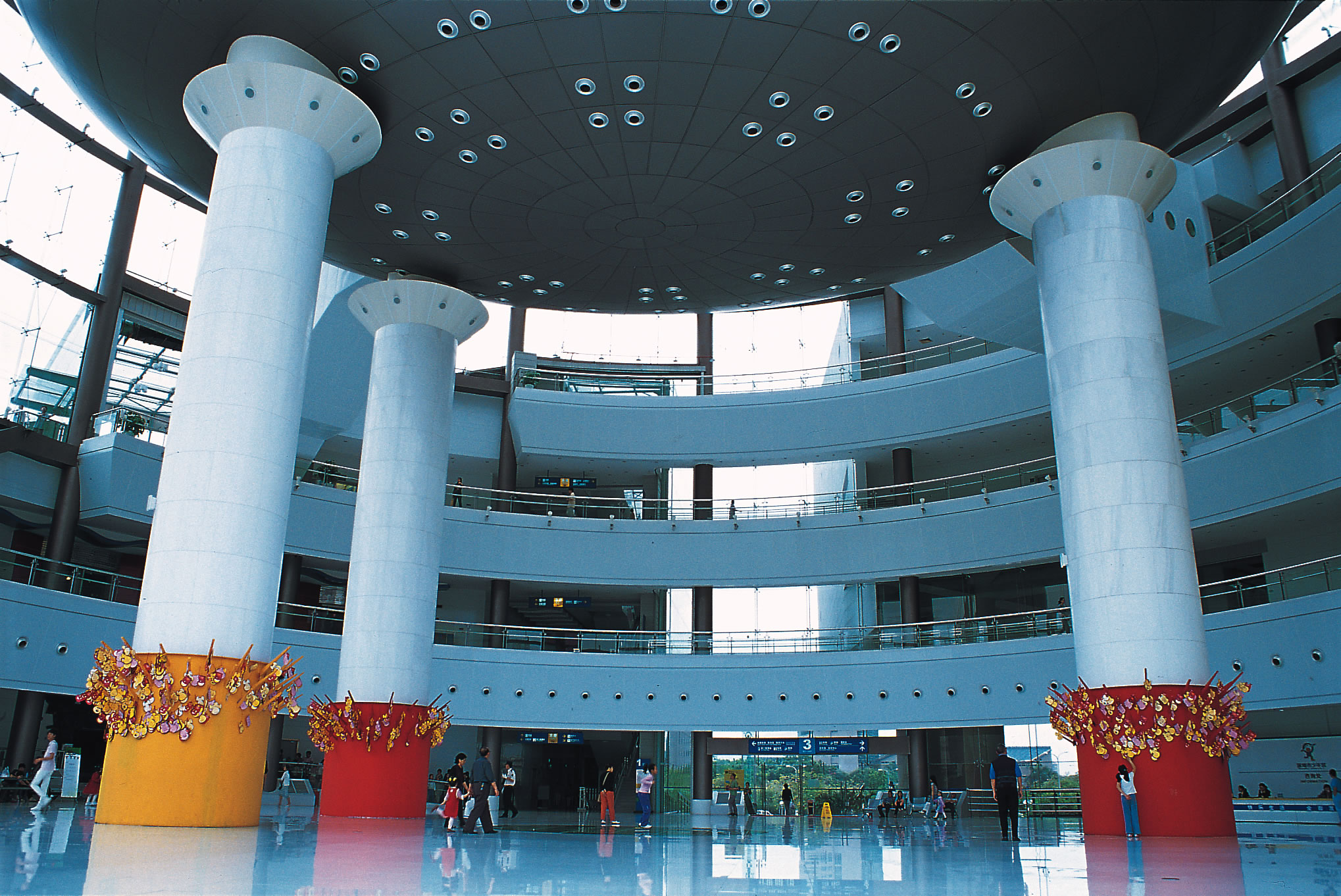
水晶石大厅

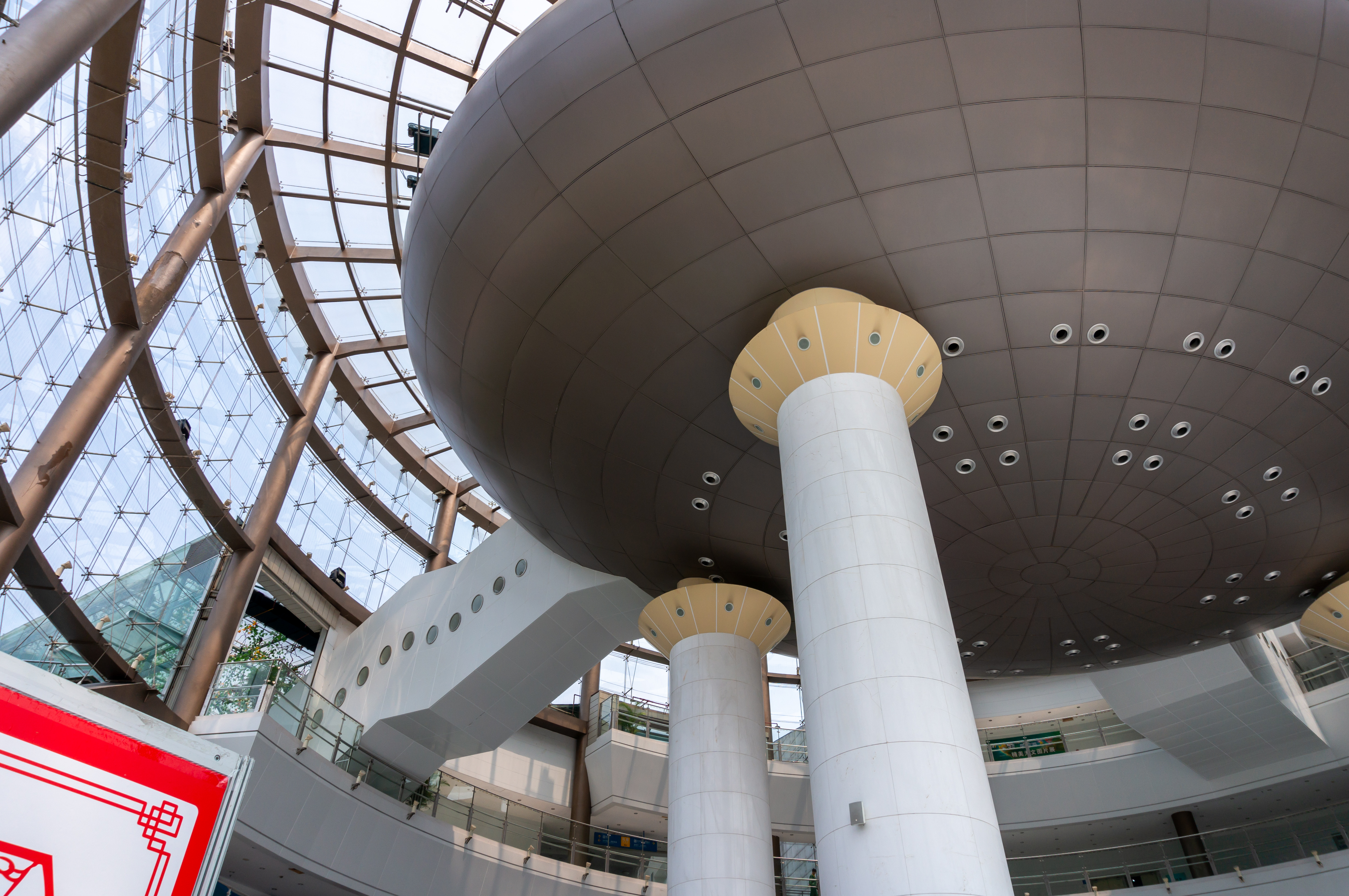
深圳市少年宫大厅

深圳市少年宫拥有国内首批免费开放的科技展馆，包括地面的“能源天地”、“科普王国”、“美丽家园”、“生命探索”，地下的“走向太空”、“海底奇观”、“信息世界”等七大主题科技展馆，拥有先进的世界级数字天象系统（球幕影院）、动感4D环幕影院、200座的音乐厅、2000多平方米的科技艺术展厅及科技实验活动室，还有3800多平方米的学生团队活动广场、800座的少年宫剧场以及美术、艺术、钢琴三大教育培训基地。

### 球幕影院

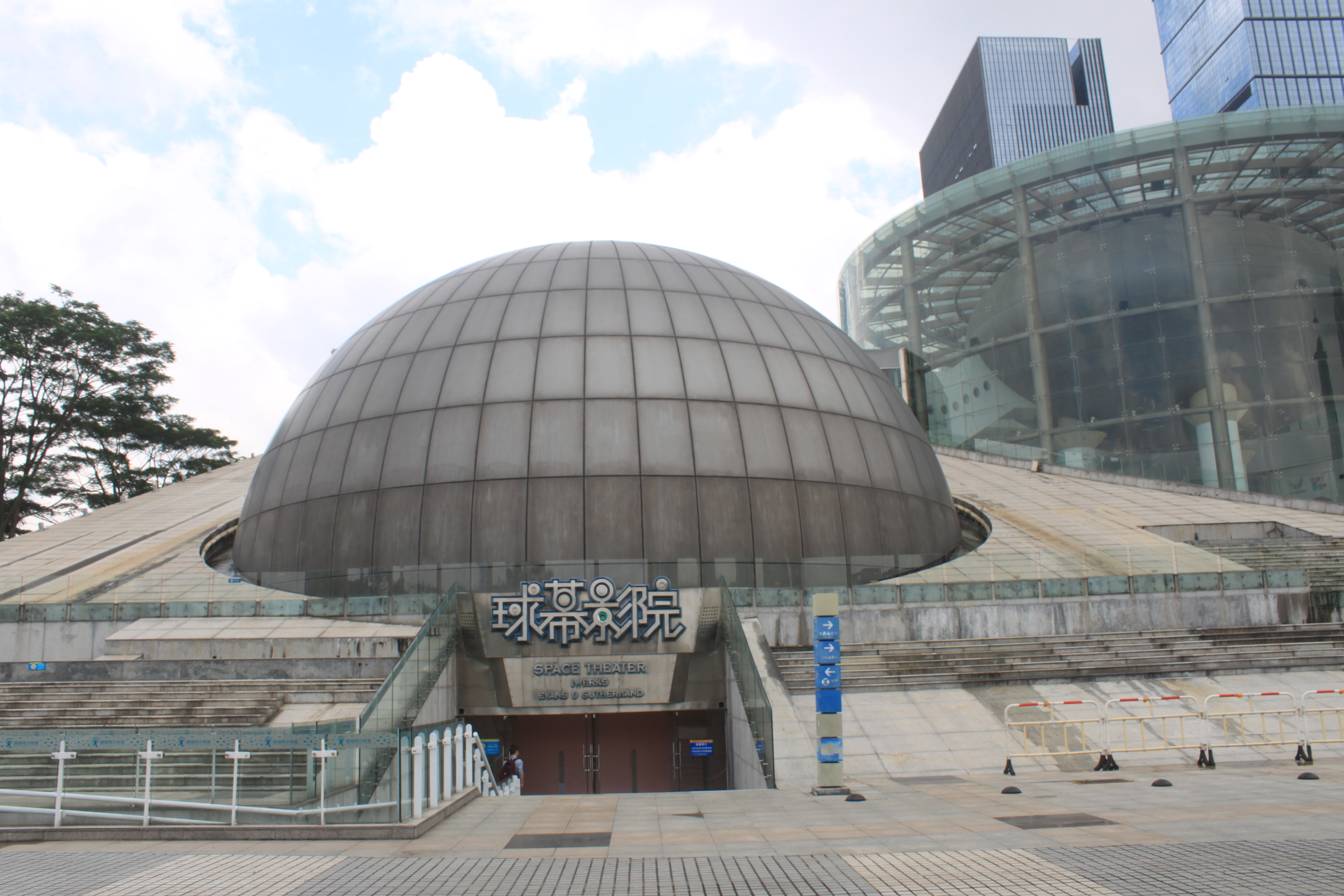
球幕影院

位于深圳少年宫一楼西北面，播放科普教育特效影片。

### 能源天地展馆
位于深圳少年宫一楼，展示能源发展历史及相关科学知识。

### 科普王国展馆
位于深圳少年宫二楼，展示科学基本原理，多为互动性操作项目。

### 美丽家园展馆
位于深圳少年宫三楼，以环保教育为主题的科技展馆。

## 位置
22°33′0.95″N 114°3′24.23″E / 22.5502639°N 114.0567306°E

## 交通
深圳地铁
- 3号线、4号线：少年宫站

深圳公交巴士
- 少年宫站
- 少年宫东站
- 关山月美术馆站

## 相关连接
深圳市少年宫 （页面存档备份，存于）
1. ↑  .   [2019-08-01]. （原始内容存档于2020-09-26）.